# 木星人 (六星占術)
| 星人                                                |
| --------------------------------------------------- |
| 土星人 - 金星人 - 火星人 天王星人 - 木星人 - 水星人 |
| その他                                              |
| 殺界                                                |
| 関連項目                                            |
| 細木数子 - 番組                                     |

木星人（もくせいじん）とは六星占術に出てくる概念で、生年月日の日の干支が甲辰・乙巳・丙午・丁未・戊申・己酉・庚戌・辛亥・壬子・癸丑のいずれかに属する人を指す。
日干支単体で現れる十二運に関しては病を導く戊申を除き、身中の長生・沐浴・衰、身強の冠帯・帝旺を導き、水星人に次いで強いグループと言える。
おおむね日支に食神・傷官を持つ。本来相続を破る傷官があるのに、なぜ「三代運」と呼ばれ長い家系の存続に適性があるのかは、木星人が北の父親と祖先や子孫を意味する子が安定もしくは財成に当たり、繁栄させると見られている点、及び西の配偶者が達成方位になっており、配偶者とその家族も恩恵を受ける事に因む。

## 甲辰
辰は本気が戊土、中気が癸、余気が乙となる。乙の劫財は戊の偏財にまったく無力。また癸の印綬が内蔵されているといえ、申、子の各地支がそろうと水局全会となる。
印綬があまりに強いと子女を象徴する食神、正官をおのおの剋害または洩するが、偏財があって印綬があれば財が抑えるので弊害は少ない。

### 霊合星人の場合
年支に寅・卯の各支がある場合、辰・卯・寅の東方の木を会する。偏財の作用が消える。また月に卯、寅が来ると曲直格という変格になる。（命式中に金行干支がないことが条件）
金星人に近くなるというが、曲直格自体は名利・仲間意識にとみ、不正を嫌うことになるので不都合はない。ただ申酉が来ると曲直が破れるので、金星人の殺界と同様になる。